# Fischmarkt (Erfurt)

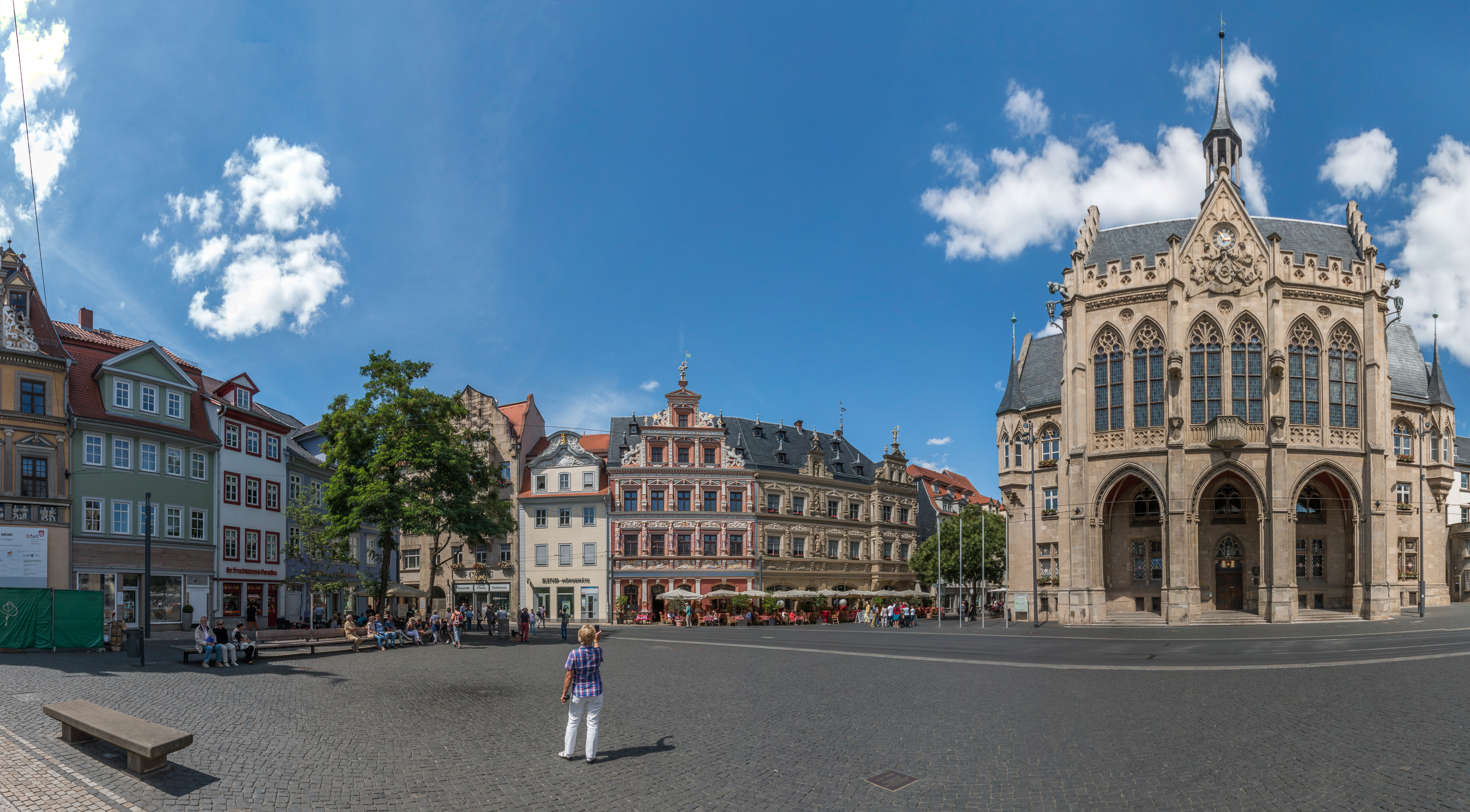
Das Rathaus am Fischmarkt

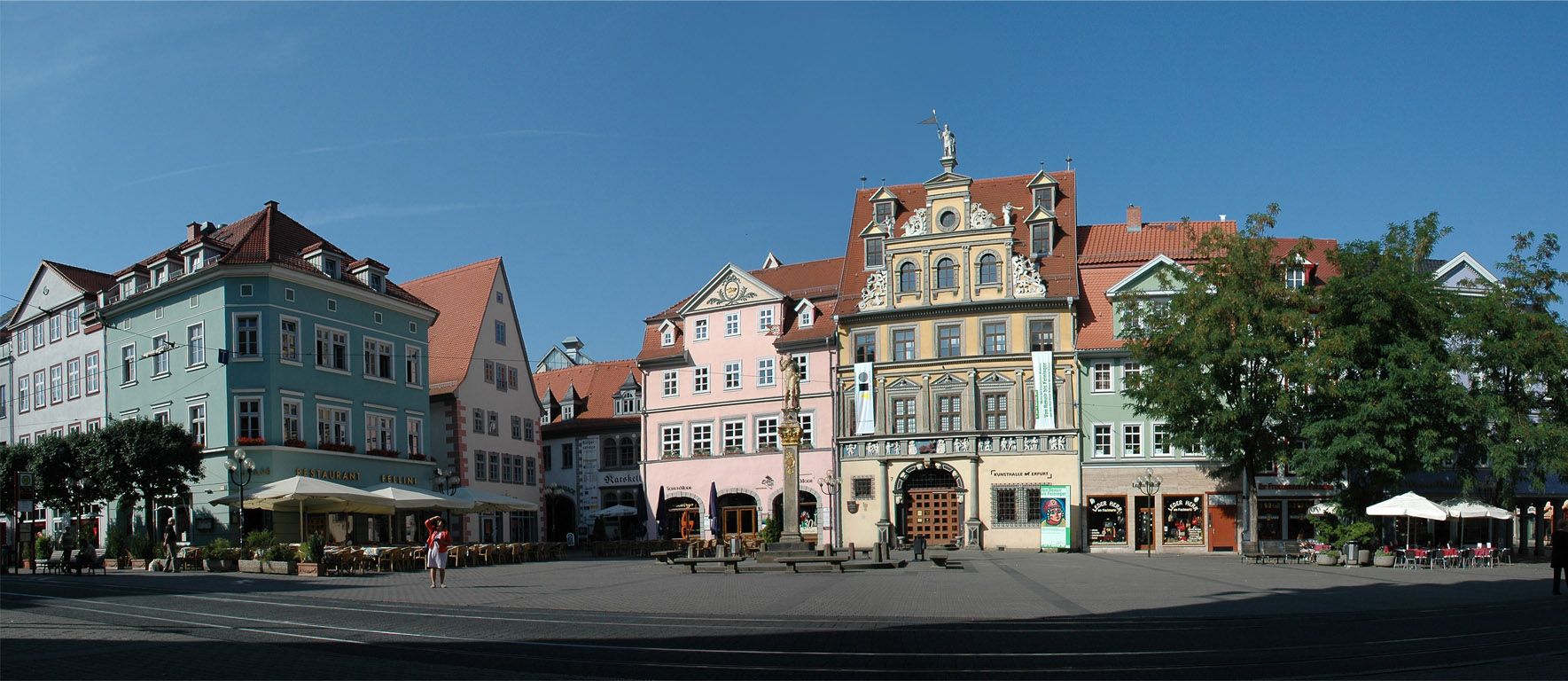
Fischmarkt mit dem Haus zum Roten Ochsen und dem Herold

Der Fischmarkt ist ein zentraler Platz in der thüringischen Landeshauptstadt Erfurt. Er liegt in der Altstadt zwischen Domplatz im Westen und Anger im Südosten. Am Fischmarkt steht das Erfurter Rathaus.

## Geschichte
Erstmals erwähnt wurde der Fischmarkt in einer Urkunde von 1293 als in foro piscium iuxta hospitale. Im Mittelalter wurden auf dem Fischmarkt sehr oft verschiedene Märkte abgehalten, sodass sich der Platz langsam zum gesellschaftlichen Mittelpunkt der Stadt entwickelte und 1275 an seiner Ostseite ein erstes Rathaus errichtet wurde. Das heutige Rathaus steht an gleicher Stelle, stammt aus dem Jahr 1875 und ist im neogotischen Stil erbaut. Die Architekten des Rathauses waren Theodor Sommer und August Thiede. In den 1930er Jahren wurde der Rathausbau nach Entwürfen von Johannes Klass erheblich erweitert.
1591 wurde gegenüber dem Rathaus eine Säule errichtet, auf der ein bewaffneter Krieger steht (siehe Römer (Erfurt)). Sie sollte damals vor allem der geistlichen Obrigkeit (namentlich dem Erzbischof von Mainz, der der Herr über die Stadt war) zeigen, dass die Bürger bereit seien, ihre reichsstädtischen Freiheiten notfalls auch mit Waffengewalt zu verteidigen.
Am Fischmarkt stehen auch einige bemerkenswerte Patrizierhäuser aus der Renaissance, namentlich das Haus zum Roten Ochsen (1562), das Haus zum Breiten Herd (1584), das Haus Zur Güldenen Krone (1564) und das Haus zum Güldenen Löwen (1740), die den Reichtum Erfurts in der Frühneuzeit zum Ausdruck bringen.
Aus den Jahren 1934/1935 stammt die Sparkasse am Fischmarkt (heute Sparkasse Mittelthüringen) rechts des Rathauses. Sie ist im Stil der Neuen Sachlichkeit nach dem Entwurf von Johannes Klass erbaut worden. Durch US-amerikanischen Artillerie-Beschuss im April 1945 verlor der Bau seine dekorativen Wandgemälde an der Fassade und die neun Meter hohen Farbglasfenster.
Auf dem Fischmarkt befindet sich die Stadtbahn-Haltestelle Fischmarkt / Rathaus, die von drei Linien angefahren wird. Der Platz gehört heute zur Erfurter Fußgängerzone. Vom Fischmarkt führen nach Westen die Marktstraße und nach Süden die Schlösserstraße sowie einige kleinere Gassen (Rumpelgasse, Schuhgasse, Rathausgasse) ab. Im Osten geht der Fischmarkt in den Benediktsplatz über, der wiederum Beginn der Krämerbrücke ist.
Im Zuge einer Sanierung des innerstädtischen Bereiches vom Anger über die Schlösserstraße bis zur Marktstraße wurde der Fischmarkt zwischen Anfang 2013 und November 2013 umfassend saniert.

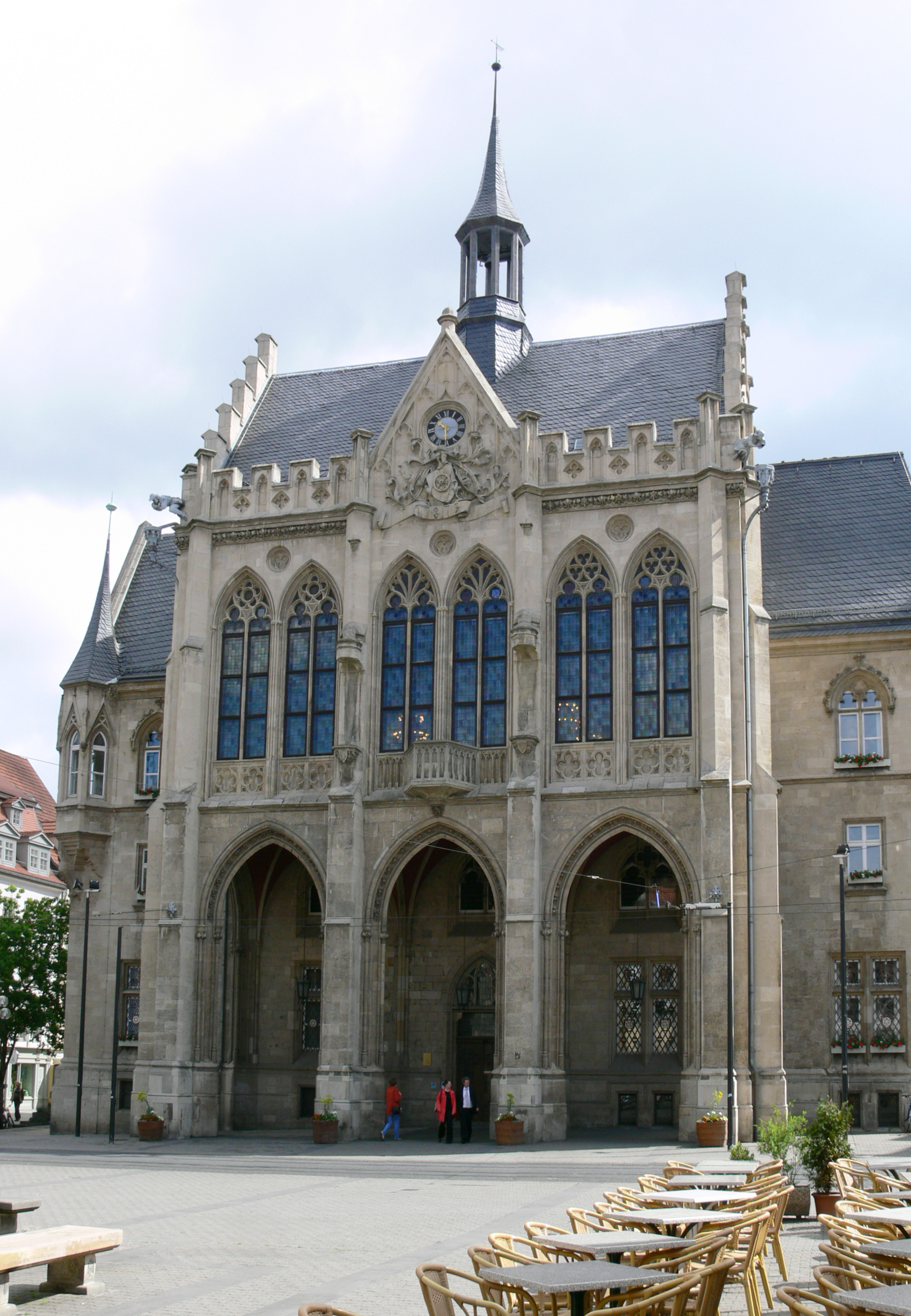
Erfurter Rathaus
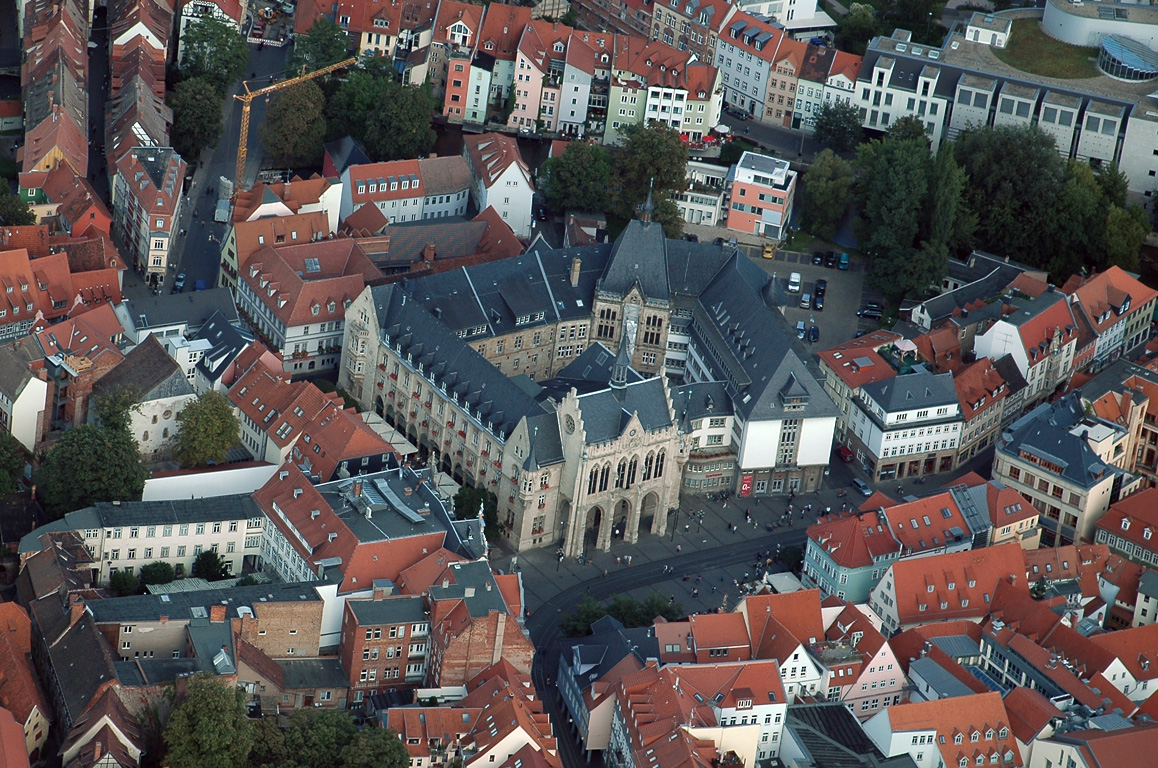
Luftbild vom Erfurter Rathaus
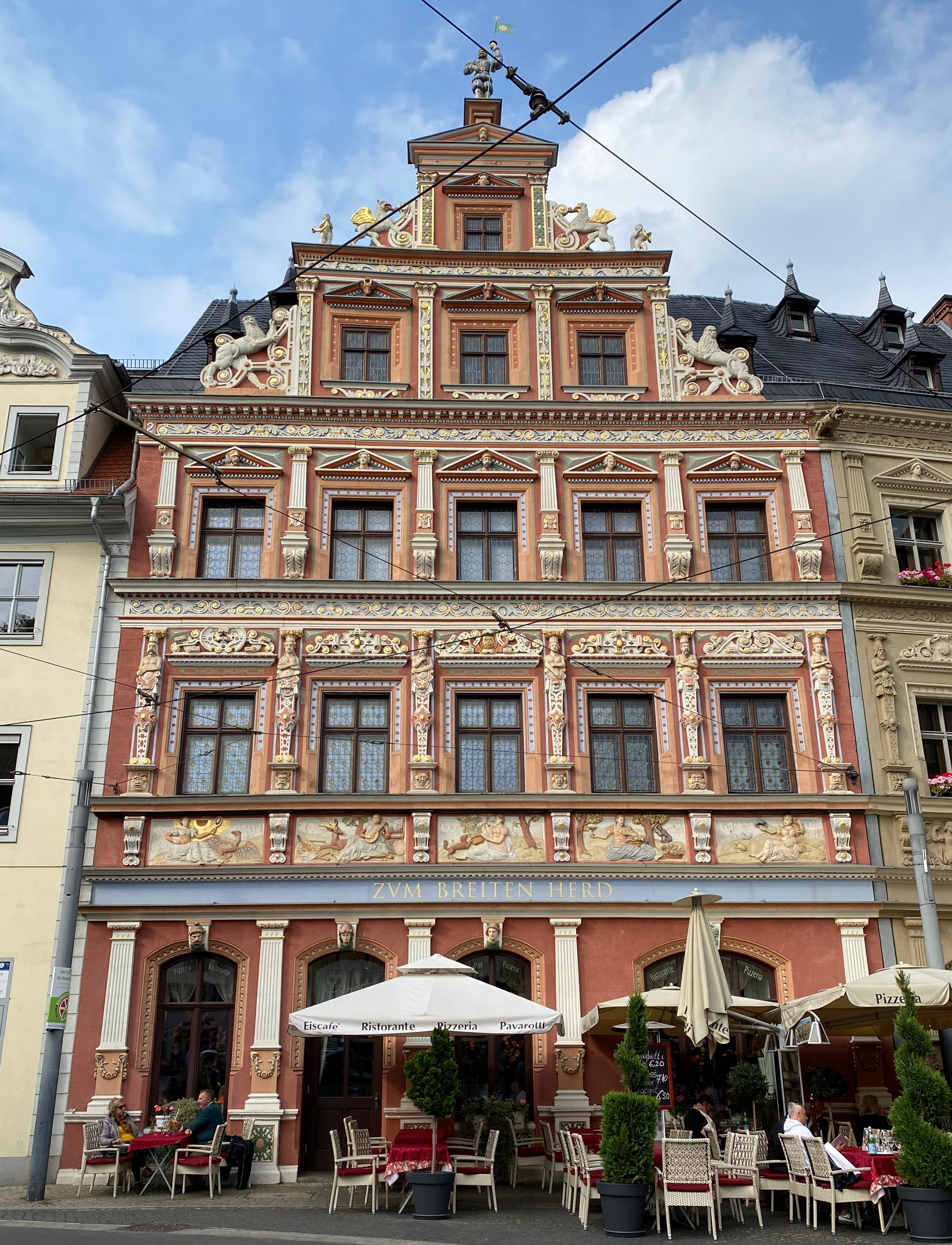
Haus zum Breiten Herd
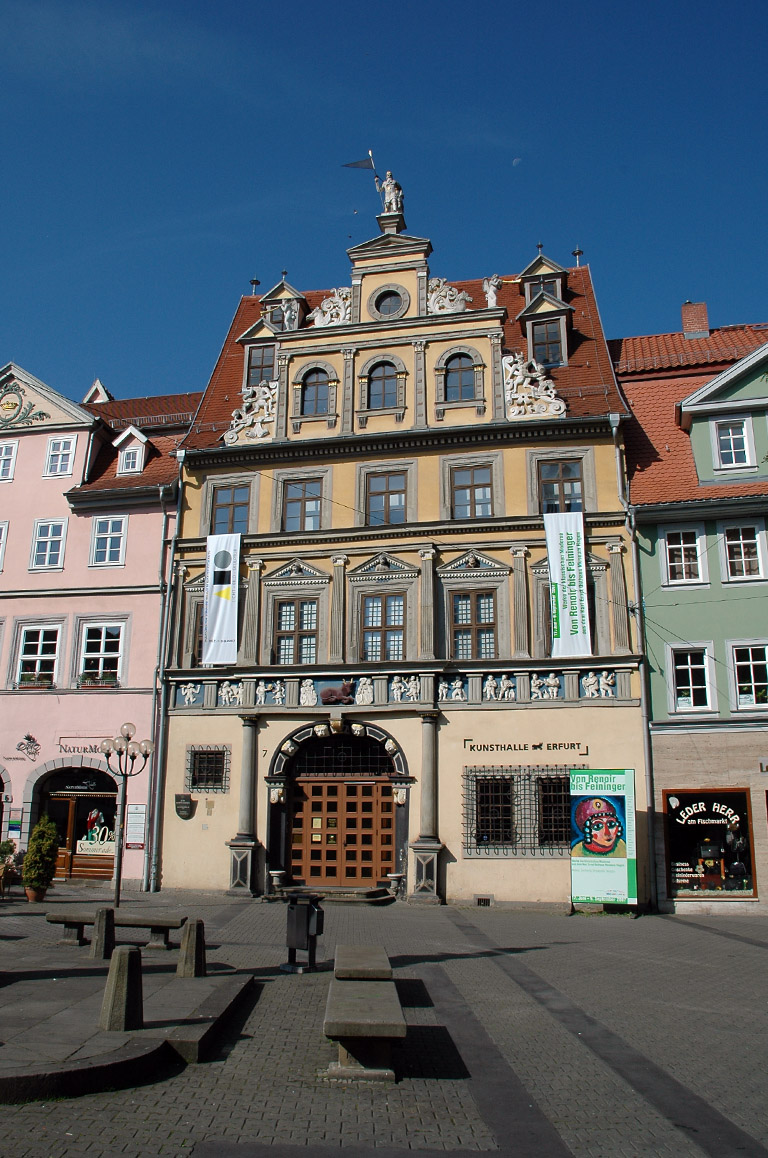
Haus zum Roten Ochsen, Sitz der Kunsthalle Erfurt
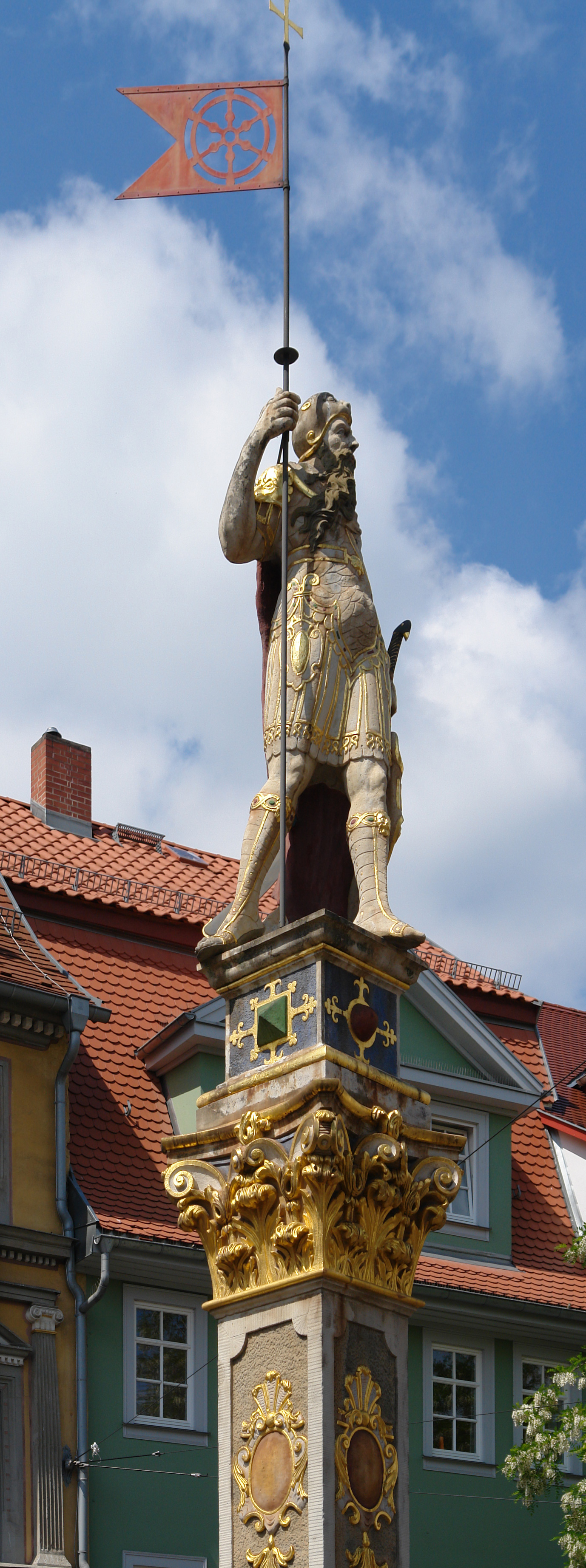
Der Römer
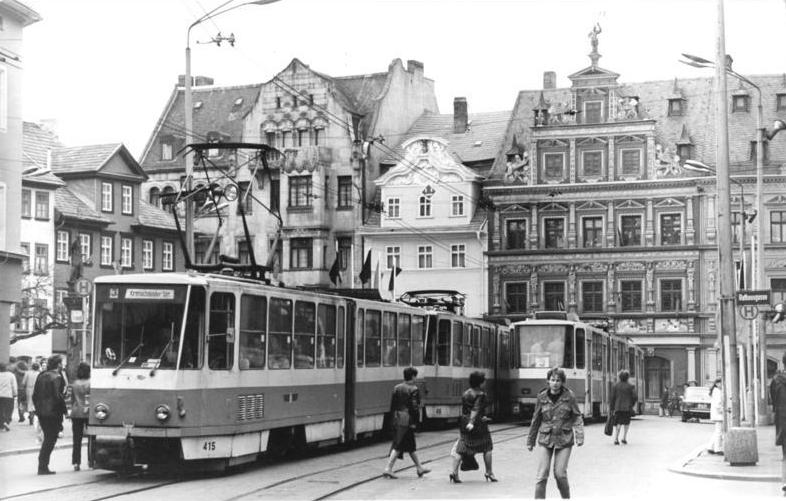
1983